# Rasmus Lindh
Rasmus Lindh (Gotemburgo, 6 de julho de 2001) é um automobilista sueco. Atualmente disputa a Indy NXT pela equipe Juncos Hollinger Racing e também compete na IMSA SportsCar Championship.

## Carreira
Iniciou sua carreira no kart em 2009, tendo conquistado diversos títulos em seu país natal. Sua estreia nos campeonatos de Fórmula foi em 2018, quando participou da U.S. F-2000 pela Pabst Racing Services, obtendo o vice-campeonato com 238 pontos em uma temporada dominada pelo norte-americano Kyle Kirkwood, que venceu 12 corridas. Em setembro do mesmo ano, Lindh participou do Chris Griffis Memorial Test pela Juncos, e em fevereiro de 2019, foi anunciada sua contratação para disputar a Indy Pro 2000 (ex-Pro Mazda). 
Em seu primeiro ano na categoria, brigou pelo título até o final contra Kirkwood, que ao contrário de 2018, venceu por apenas 2 pontos de vantagem (419 a 417). Lindh obteve 3 vitórias e subiu 13 vezes ao pódio (2 a mais que seu rival). Em março de 2020, foi anunciado como piloto da equipe Belardi Auto Racing para disputar a temporada da Indy Lights, que não chegou a ser disputada em decorrência da pandemia de COVID-19, sendo remanejado para o IMSA Prototype Challenge e também disputando 2 provasda Indy Pro 2000.
Para 2021, Lindh assinou com a equipe Performance Tech Motorsports para disputar a temporada completa da WeatherTech SportsCar Championship na categoria LMP3, pilotando um Ligier JS P320 com o o guatemalteco Mateo Llarena, substituindo os norte-americanos Ayrton Ori e Dan Goldburg e o canadense Cameron Cassels, que participaram apenas das 24 Horas de Daytona.
Em 2023, assinou com a HMD Motorsports with Dale Coyne Racing para a temporada da Indy NXT, porém só disputou a corrida 1 da rodada dupla de Barber, voltando e St. Petersburg novamente como piloto da Juncos, desta vez como substituto de Reece Gold